# Сото-і-Аміо
Сото-і-Аміо (ісп. Soto y Amío) — муніципалітет в Іспанії, у складі автономної спільноти Кастилія-і-Леон, у провінції Леон. Населення — 938 осіб (2010).
Муніципалітет розташований на відстані близько 320 км на північний захід від Мадрида, 32 км на північний захід від Леона.
На території муніципалітету розташовані такі населені пункти: (дані про населення за 2010 рік)
- Бобія: 13 осіб
- Кампосалінас: 36 осіб
- Каналес-Ла-Магдалена: 545 осіб
- Каррісаль: 33 особи
- Гараньйо: 47 осіб
- Іріан: 26 осіб
- Лаго-де-Оманья: 20 осіб
- Кінтанілья: 12 осіб
- Сантовенія: 35 осіб
- Сото-і-Аміо: 72 особи
- Вільясейд: 52 особи
- Вільяюсте: 47 осіб

## Демографія
Динаміка населення (INE ):